# Vid Belec
Vid Belec (Maribor, 1990. június 6. –) szlovén válogatott labdarúgó, a ciprusi APÓEL kapusa és csapatkapitánya.

## Pályafutása

### Klubcsapatokban
Belec a szlovéniai Maribor városában született. Az ifjúsági pályafutását a helyi Maribor csapatában kezdte, majd az olasz Internazionale akadémiájánál folytatta.
2009-ben mutatkozott be az Internazionale felnőtt keretében, ám pályára egyszer sem lépett a klub színeiben. 2010 és 2015 között az olasz Crotone, a portugál Olhanense és a török Konyaspor csapatát erősítette kölcsönben. 2015-ben az  olasz első osztályban szereplő Carpi, majd 2017-ben a Benevento szerződtette. A 2017–18-as szezon második felében a Sampdoriánál játszott, mint kölcsönjátékos, majd 2018 nyarán a Sampdoriához igazolt. A 2019–20-as idényben a ciprusi APÓEL-nél szerepelt szintén kölcsönben. 2020 szeptemberében az olasz másodosztályban érdekelt Salernitanához csatlakozott. 2021-ben sikerült feljutniuk a Serie A-ba. 2022. július 1-jén szerződést kötött az APÓEL együttesével. Július 20-án, a bolgár Botev Plovdiv ellen 0–0-ás döntetlennel zárult Konferencia Liga mérkőzésen debütált. A bajnokságban először az augusztus 28-ai, Páfosz ellen 1–1-es döntetlennel végződő találkozón lépett pályára.

### A válogatottban
Belec az U17-es, az U18-as és az U19-es korosztályú válogatottakban is képviselte Szlovéniát.
2014-ben debütált a felnőtt válogatottban. Először a 2014. június 7-ei, Argentína ellen 2–0-ra elvesztett barátságos mérkőzésen lépett pályára.

## Statisztika

### A válogatottban
| Válogatott | Év       | Pályára lépés | Gól |
| ---------- | -------- | ------------- | --- |
| Szlovénia  | 2014     | 1             | 0   |
| Szlovénia  | 2016     | 3             | 0   |
| Szlovénia  | 2018     | 9             | 0   |
| Szlovénia  | 2020     | 3             | 0   |
| Szlovénia  | 2021     | 2             | 0   |
| Szlovénia  | 2023     | 1             | 0   |
| Szlovénia  | 2024     | 2             | 0   |
| Összesen   | Összesen | 21            | 0   |

## Sikerei, díjai
Salernitana
- Serie B
  - Feljutó (1): 2020–21

 APÓEL
- Cypriot First Division
  - Bajnok (1): 2023–24
  - Ezüstérmes (1): 2022–23

- Ciprusi Szuperkupa
  - Győztes (2): 2019, 2024